# سيغو

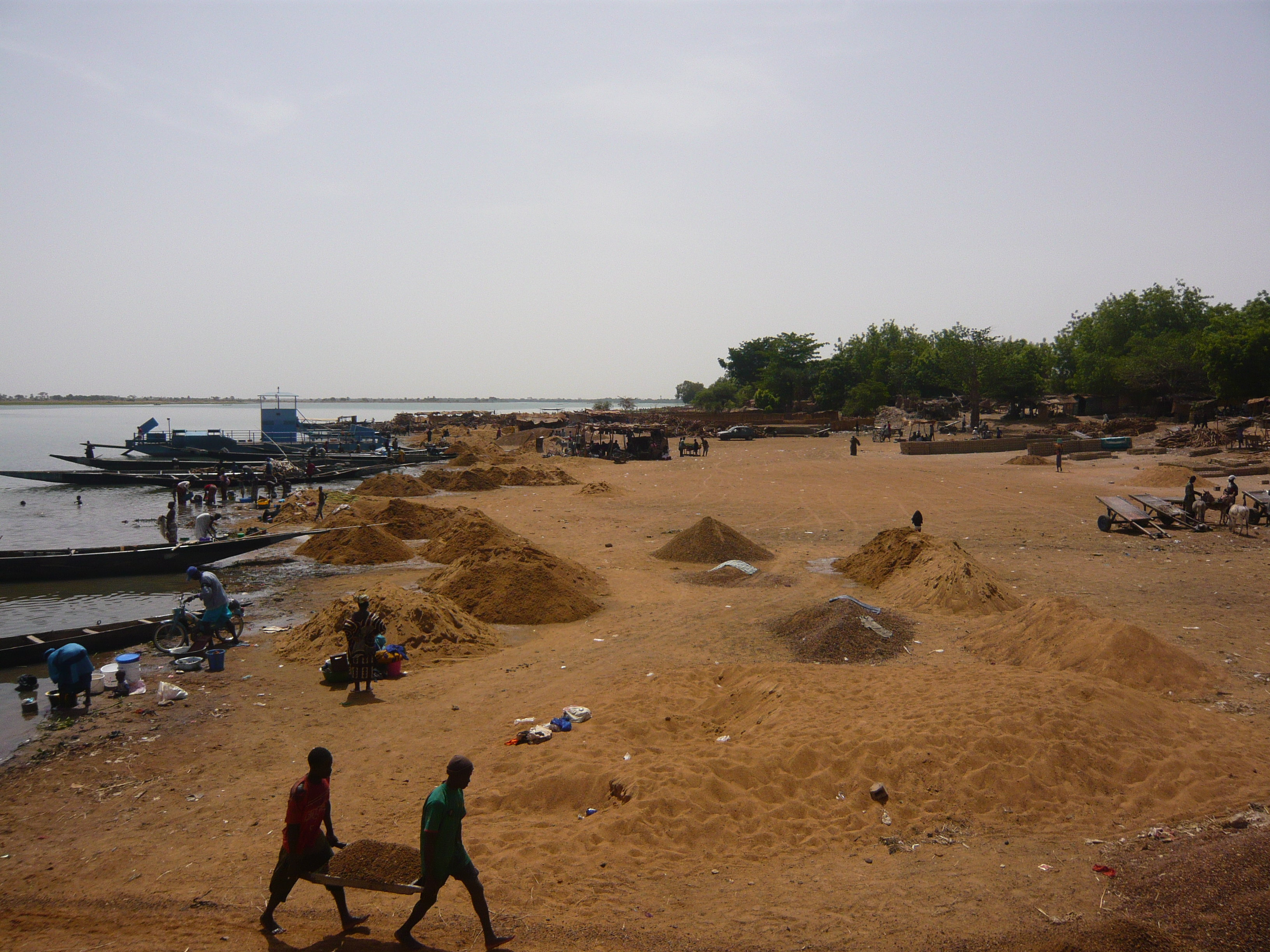
عمال في سيغو

سيغو (بالفرنسية: Ségou)‏ مدينة في جنوب مالي شمال شرق العاصمة باماكو . تم إنشائها من قبل شعب بوزو في سنة 1620 . يبلغ عدد سكان المدينة 100 ألف نسمة بينما تبلغ مساحتها 10 كيلومتر مربع .

## المناخ
يظهر الجدول التالي التغييرات المناخية على مدار السنة لسيغو:
| البيانات المناخية لـسيغو          | البيانات المناخية لـسيغو | البيانات المناخية لـسيغو | البيانات المناخية لـسيغو | البيانات المناخية لـسيغو | البيانات المناخية لـسيغو | البيانات المناخية لـسيغو | البيانات المناخية لـسيغو | البيانات المناخية لـسيغو | البيانات المناخية لـسيغو | البيانات المناخية لـسيغو | البيانات المناخية لـسيغو | البيانات المناخية لـسيغو | البيانات المناخية لـسيغو |
| الشهر                             | يناير                    | فبراير                   | مارس                     | أبريل                    | مايو                     | يونيو                    | يوليو                    | أغسطس                    | سبتمبر                   | أكتوبر                   | نوفمبر                   | ديسمبر                   | المعدل السنوي            |
| --------------------------------- | ------------------------ | ------------------------ | ------------------------ | ------------------------ | ------------------------ | ------------------------ | ------------------------ | ------------------------ | ------------------------ | ------------------------ | ------------------------ | ------------------------ | ------------------------ |
| متوسط درجة الحرارة الكبرى °م (°ف) | 31.9 (89.4)              | 35.2 (95.4)              | 37.8 (100.0)             | 39.3 (102.7)             | 39.2 (102.6)             | 36.3 (97.3)              | 32.6 (90.7)              | 31.1 (88.0)              | 32.3 (90.1)              | 35.3 (95.5)              | 35.2 (95.4)              | 32.0 (89.6)              | 34.8 (94.6)              |
| المتوسط اليومي °م (°ف)            | 24.2 (75.6)              | 27.0 (80.6)              | 29.7 (85.5)              | 31.7 (89.1)              | 32.4 (90.3)              | 30.4 (86.7)              | 27.7 (81.9)              | 26.5 (79.7)              | 27.0 (80.6)              | 28.2 (82.8)              | 26.8 (80.2)              | 24.3 (75.7)              | 28.0 (82.4)              |
| متوسط درجة الحرارة الصغرى °م (°ف) | 16.4 (61.5)              | 19.3 (66.7)              | 22.3 (72.1)              | 25.2 (77.4)              | 26.5 (79.7)              | 24.9 (76.8)              | 23.1 (73.6)              | 22.5 (72.5)              | 22.4 (72.3)              | 22.2 (72.0)              | 19.5 (67.1)              | 16.9 (62.4)              | 21.8 (71.2)              |
| الهطول مم (إنش)                   | 0.3 (0.01)               | 0.1 (0.00)               | 2.7 (0.11)               | 11.9 (0.47)              | 32.9 (1.30)              | 71.9 (2.83)              | 160.7 (6.33)             | 210.2 (8.28)             | 116.1 (4.57)             | 25.7 (1.01)              | 1.4 (0.06)               | 1.0 (0.04)               | 634.9 (25.00)            |
| متوسط أيام هطول الأمطار           | 0.2                      | 0.1                      | 0.4                      | 2.0                      | 4.9                      | 8.6                      | 14.1                     | 17.1                     | 11.2                     | 3.3                      | 0.2                      | 0.1                      | 62.2                     |
| ساعات سطوع الشمس الشهرية          | 281.2                    | 256.1                    | 275.1                    | 253.1                    | 264.4                    | 253.9                    | 248.7                    | 231.0                    | 241.5                    | 272.4                    | 264.8                    | 271.7                    | 3٬113٫9                  |
| المصدر: NOAA                      |                          |                          |                          |                          |                          |                          |                          |                          |                          |                          |                          |                          |                          |

## توأمة
لسيغو اتفاقيات توأمة مع:
- أنغوليم

## أعلام
- أوكسمو بوتشينو
- أمادو سانوغو
- فرناند كوليبالي